# C43 (Namibië)
De C43 is een secundaire weg in het noordwesten van Namibië. De weg loopt van de C39 ten zuiden van Palmwag via Opuwo naar Epupa. Epupa ligt aan de grens met Angola, maar er is geen grensovergang.
De C43 is 470 kilometer lang en loopt door de regio Kunene.